# Georgetown (Kentucky)
Georgetown é uma cidade localizada no estado americano de Kentucky, no Condado de Scott.

## Demografia
Segundo o censo americano de 2000, a sua população era de 18.080 habitantes.
Em 2006, foi estimada uma população de 20.685, um aumento de 2605 (14.4%).

## Geografia
De acordo com o United States Census Bureau tem uma área de
35,5 km², dos quais 35,5 km² cobertos por terra e 0,0 km² cobertos por água. Georgetown localiza-se a aproximadamente 272 m acima do nível do mar.

## Localidades na vizinhança
O diagrama seguinte representa as localidades num raio de 24 km ao redor de Georgetown.